# Hofdijk (Rotterdam)
De Hofdijk is een straat in de Nederlandse stad Rotterdam en loopt van de Rottestraat naar de Katshoek en het Stroveer. Zijstraten van de Hofdijk zijn de Vriendenlaan, de Heer Bokelweg en de Rosaliastraat. De straat is ca. 380 meter lang. Een gedeelte van de Hofdijk heeft de bijnaam klein Volendam in verband met de woningen die daar sinds de jaren zeventig zijn verrezen.
Aan de Hofdijk 651 bevindt zich de voormalige garage van de Rijks Automobiel Centrale uit  1958, waarin sinds 1998 het Stadsarchief Rotterdam gehuisvest is. Boven de ingang bevindt zich een mooi betonreliëf uit 1962 van de kunstenaar Kees Franse. In het pand heeft Ter Meulen Post tijdelijk ook ooit nog magazijnruimte gehuurd.

## Trivia
- Na 1966 is er aan de Hofdijk / Pompenburg op het terrein van het voormalige Heliport een tijdelijk onderkomen geweest van Ahoy Rotterdam.

Admiraal de Ruyterweg ·
Admiraliteitskade ·
Aert van Nesstraat ·
Baan ·
Batavierenstraat ·
Beukelsdijk ·
Beursplein ·
Beurstraverse ·
Binnenweg ·
Binnenwegplein ·
Binnenrotte ·
Blaak ·
Boezemweg ·
Boompjes ·
Bosland ·
Botersloot ·
Burgemeester van Walsumweg ·
Churchillplein ·
Coolsingel ·
Coolvest ·
Eendrachtsplein ·
Eendrachtsweg ·
Geldersekade ·
Goudsesingel ·
's-Gravendijkwal ·
Haagseveer ·
Henegouwerlaan ·
Hofdijk ·
Hofplein ·
Hoogstraat ·
Jonker Fransstraat ·
Karel Doormanstraat ·
Kipstraat ·
Kolk ·
Koningin Emmaplein ·
Korte Hoogstraat ·
Kruiskade ·
Kruisplein ·
Leuvehoofd ·
Lijnbaan ·
Lombardkade ·
Maasboulevard ·
Mariniersweg ·
Mathenesserlaan ·
Mauritsweg ·
Meent ·
Museumpark ·
Oostmolenwerf ·
Oostplein ·
Oude Binnenweg ·
Parkkade ·
Parklaan ·
Pim Fortuynplaats ·
Plein 1940 ·
Pompenburg ·
Rochussenstraat ·
Saftlevenstraat ·
Schiedamsedijk ·
Schiedamse Vest ·
Schouwburgplein ·
Spaansekade ·
Stadhuisplein ·
Stationsplein ·
Stroveer ·
Van Oldenbarneveltstraat ·
Vasteland ·
Veerkade ·
Weena ·
Westblaak ·
Westerkade ·
West-Kruiskade ·
Westersingel ·
Westplein ·
Willemskade ·
Willemsplein ·
Witte de Withstraat